# Chiesa di San Pietro a Fusariello
La chiesa di San Pietro a Fusariello era una chiesa di Napoli, ubicata nell'area oggi occupata dal palazzo dell'Università degli Studi di Napoli Federico II.

## Storia e descrizione
Secondo Carlo Celano la chiesa fu fondata nel 1293 da Pietro Proculo e in seguito donata alle famiglie Pappacoda, Macedonio, De Dura, De Gennaro, Venata e Strambone. Queste famiglie amministravano il sedile di Acquario (per via della presenza di varie fonti d'acqua) e per tale motivo erano chiamate famiglie acquarie. Il termine fusariello indicava la presenza delle vasche (i fusari) dove si lasciavano macerare il lino e la canapa. Il Galante invece indica che furono le sei famiglie acquarie a fondare la chiesa.
La chiesa fu restaurata nel 1711, quando perse l'originario aspetto gotico poi fu nuovamente rifatta nel 1851. La chiesa fu demolita durante i lavori per il Risanamento. Nell'area in cui sorgeva infatti si sarebbe dovuto ergere il nuovo edificio che avrebbe ospitato l'università.
Negli interni vi era l'altare dedicato al titolare al quale si aggiunsero gli altari a Tommaso Becket e a Santa Maria la Grande, in memoria delle chiese di San Tommaso lo Vetere (o di San Tommaso di Canterbury) e di Santa Maria la Grande (anch'esse demolite durante il Risanamento) che erano state cedute dalle famiglie acquarie a delle corporazioni. Vi era la tavola sull'altare maggiore con la Vergine e i santi Pietro e Paolo ornata dagli stemmi delle famiglie del seggio di Acquario.
La confraternita di Santa Maria delle Anime Purganti, che era stanziata nella chiesa, in compenso fu trasferita in alcuni locali al pian terreno di un nuovo palazzo in via Grande Archivio, all'incrocio con via Giuseppe De Blasiis, ma già negli anni settanta del XX secolo al suo posto si segnalavano dei negozi.